# Nermin Puškar
Nermin Puškar Puško (Bihać, 12. travnja 1978.) bosanskohercegovački je glazbenik i pjevač.
Porijeklom je iz Cazina. Karijeru je započeo u grupi Krug s kojom izdaje album Odsustvo kraja. Nakon toga dolazi u Sarajevo i upisuje muzičku akademiju 1998. godine. S grupom Knock out izdaje svoj drugi album Jednom kad sve ovo na kojem je autor svih pjesama. Početkom 2003. godine napušta Knock out i fokusira se na autorski rad. Od tada radi kao autor teksta i muzike, studijski muzičar, aranžer i producent sa zvijezdama pop i rock scene na prostoru bivše Jugoslavije. Između ostalih se izdvajaju: Marija Husar, Deen, Tony Cetinski, Massimo Savić, Dino Merlin, Željko Joksimović, Hari Mata Hari, Tifa, Amel Ćurić, Enver Lugavić, Karolina Gočeva, Erato, Lily Galić, Jelena Milušić i dr.
U ljeto 2005. počinje snimanje svog prvog solo albuma Novi Svijet u studiju Long Play u Sarajevu. Album je objavljen 2007. godune za Menart i Hayat Production.